# Jack Tramiel
Jack Tramiel (rodným jménem Idek Trzmiel; 13. prosince 1928, Lodž – 8. dubna 2012, Stanford) byl americký obchodník židovského původu narozený v Polsku. Sehrál velkou roli ve vývoji počítačů, když roku 1954 založil firmu Commodore International a roku 1984 firmu Atari Corporation. Commodore udělala několik průlomů ve vývoji osobních počítačů, především Commodore 64 z roku 1982 patří k ikonickým strojům počítačových dějin a jde o nejprodávanější počítač v historii. Firma Atari původně vyvíjela jen hry, avšak když jí roku 1984 Tramiel převzal a transformoval, i ona začala vyrábět osobní počítače. Zejména Atari ST z roku 1985 - první osobní počítač s bitmapovým barevným grafickým uživatelským rozhraním - ovlivnil vývoj nejen na Západě, ale i za železnou oponou. V počátcích svého podnikání Tramiel intenzivně spolupracoval s Československem. Proslul výrokem: "Byznys je válka. Nevěřím v kompromisy, věřím ve vítězství."

## Život
Narodil se do židovské rodiny v polské Lodži. Po německé invazi do Polska v roce 1939 byla jeho rodina transportována německými okupanty do židovského ghetta v Lodži, kde pracoval v oděvní továrně. Po likvidaci ghetta v roce 1944 byla rodina poslána do koncentračního tábora Osvětim. Byl vyslechnut Josefem Mengelem a vybrán jím do pracovní skupiny, která byla poslána do pracovního tábora Ahlem u Hannoveru. Jeho matka zůstala v Osvětimi, otec šel s ním do Ahlemu, kde pravděpodobně zemřel na tyfus, i když Tramiel později uváděl, že mohl být zabit injekcí benzínu. Tramiel byl osvobozen v dubnu 1945, po vstupu 84. pěší divize americké armády do tábora. 10. listopadu 1947 emigroval do Spojených států - bez znalosti angličtiny a s deseti dolary v kapse. Brzy nastoupil do americké armády, kde se naučil opravovat kancelářské vybavení včetně psacích strojů. Po odchodu z armády pracoval jako taxikář.

### Commodore
V roce 1953 se rozhodl koupit obchod v Bronxu, kde pak opravoval kancelářské stroje. Nazval ho Commodore Portable Typewriter. Získal půjčku díky garanci americké armády, proto hledal název ve vojenském stylu, ale jména jako Admirál nebo Generál už byla obsazena, a tak se rozhodl pro jméno Commodore (námořní důstojnická armádní hodnost).
V roce 1956 Tramiel podepsal smlouvu s československým výrobcem psacích strojů Zbrojovka Brno o montáži a prodeji v Severní Americe. Protože však Československo bylo součástí východního bloku a zuřila studená válka, nemohly být brněnské psací stroje Consul dováženy přímo do USA. A tak Tramiel začal nakupovat pouze brněnské součástky, které pak montoval v kanadském Torontu (kde kvůli tomu založil firmu Commodore Business Machines), a pak vozil hotové psací stroje do USA pod vlastní značkou. Poté, co Zbrojovka ukončila roku 1962 spolupráci, podepsal Tramiel podobnou smlouvu s německou společností Rheinmetall.
V roce 1962 firma Commodore vstoupila na burzu, ale příchod japonských psacích strojů na americký trh způsobil, že firma šla ke dnu. Potýkala se s nedostatkem hotovosti, a tak prodala 17 % svých akcií kanadskému podnikateli Irvingu Gouldovi, čímž získala 400 000 dolarů a peníze použila na přeorientování se na oblast kalkulaček. Kalkulačky Commodore byly po určitou dobu ziskové, ale nakonec je opět z trhu vytlačili Japonci. Gould opět společnost zachránil a vložil do ní další 3 miliony dolarů, což umožnilo Commodoru koupit firmu MOS Technology, Inc., výrobce integrovaných obvodů a polovodičů. Oblíbená legenda říká, že předtím Tramiel jednal také se Stevem Jobsem a Stevem Wozniakem o prodeji společnosti Apple Inc., a že nakonec Tramiel firmu nekoupil, protože Jobs s Wozniakem nechtěli jít s cenou dolů o 15 000 dolarů.
Když hlavní designér MOS Chuck Peddle řekl Tramielovi, že kalkulačky jsou slepá ulička a budoucností jsou počítače, Tramiel ho vyzval, aby tedy jeden postavil a dokázal, že má pravdu. Peddle odpověděl počítačem Commodore PET. Poprvé byl představen na veletrhu Chicago Consumer Electronics Show v roce 1977 a brzy společnost přijímala 50 telefonátů denně od prodejců, kteří chtěli počítač prodat. PET se stal úspěšným – zejména v oblasti vzdělávání, kde byl jeho design "vše v jednom" velkou výhodou. Velká část úspěchu vycházela z obchodního rozhodnutí prodávat přímo velkým zákazníkům, místo prodávání prostřednictvím dealerské sítě (s dealery vedl Tramiel vždy řadu pověstných válek). První PET počítače se prodávaly především v Evropě.
Jak ceny klesaly a trh dozrával, monochromatický monitor PET (zelený text na černé obrazovce) byl na trhu v nevýhodě ve srovnání se stroji jako Apple II, které nabízely barevnou grafiku a mohly být připojeny k televizi. Commodore odpověděl modelem VIC-20, který se stal prvním počítačem, jehož se prodalo milion kusů. Roku 1982 pak Commodore prožil svůj vrchol, když uvedl na trh přelomový stroj Commodore 64, který se stal nejprodávanějším domácím počítačem všech dob. Prodával se až do začátku 90. let a prodalo se 12,5 milionu kusů. V roce 1983 se Commodore stal prvním výrobcem osobních počítačů, který dosáhl ročních tržeb přes miliardu dolarů.
Gould řídil společnost od roku 1966. On a Tramiel se často hádali, ale Gould obvykle nechával Tramiela, aby řídil Commodore sám. Tramiel byl mnohými považován za mikromanažera, který nevěřil v delegování odpovědnosti. Chtěl schválit každý výdaj vyšší než 1000 dolarů, což znamenalo, že provoz se zastavil, když kupříkladu odjel na dovolenou. Jeho styl řízení, popisovaný řadou vtipných historek, vedl ke konfliktům s mnoha vzdělanými manažery, přesto byl efektivní. Vedoucí pracovníci, kteří Tramielův mikromanagement snášeli čím dál hůře, však hledali oporu u Goulda. Spory se vyhrotily na schůzi správní rady 13. ledna 1984, kterou Tramiel naštvaně opustil a už do firmy nikdy nevstoupil. V roce 2015 (v době, kdy již byli Tramiel i Gould mrtví) Jackův syn Leonard prozradil, co se tehdy stalo. Tramiel řekl Gouldovi, že zacházet s majetkem společnosti jako se svým vlastním je špatné. "To nemůžeš dělat, dokud jsem prezidentem," řekl Tramiel, na což Gould odpověděl slovy "Tedy sbohem". Tramiel beze slova pak navždy opustil firmu, kterou vybudoval. Odešel přitom na naprostém vrcholu, kdy se po třech letech neuvěřitelné expanze firma v hodnotě desítek milionů proměnila v mamutí miliardovou společnost. V rozhovoru z roku 1986 k tomu sám Tramiel řekl: "Jen proto, že jsme byli miliardová firma, nemuseli jsme vyhazovat peníze z okna jako miliardová firma. Muž, pro kterého jsem pracoval, s tím nesouhlasil. Když se mu dařilo lépe, chtěl více utrácet. (...) Došlo to tak daleko, že jsem mu řekl: Buď můžu vést firmu tak, jak si myslím, že by měla být řízena, nebo musím odejít. Bylo mi velmi laskavě řečeno: tak odejdi. A odešel jsem." Dodal k tomu, že chtěl prostředky pro firmu získat na burze vydáním sady nových akcií, ale Gould se obával, že by se tím naředil jeho vliv.

### Atari
Po krátké přestávce v počítačovém průmyslu založil novou společnost s názvem Tramel Technology. V červenci 1984 koupila spotřebitelskou divizi společnosti Atari Inc. od Warner Communications. Divize se ocitla v problémech kvůli krachu videoherního průmyslu v roce 1983. Byla poté přejmenována na Atari Corporation a Tramiel se ujal jejího řízení. Roku 1985 vrhla na trh 16-bitový počítač Atari ST, který přímo konkuroval Macintoshům od Applu a Commodorům, které používaly stejný procesor od Motoroly. Atari ST zaznamenal značný úspěch zejména v Evropě.
Na konci osmdesátých let se Tramiel rozhodl odejít z každodenního provozu Atari a jmenoval svého syna Sama prezidentem a generálním ředitelem. V roce 1995 Sam utrpěl infarkt a jeho otec se musel vrátit k řízení firmy. To už však byla jiná doba a jak upozornili mnozí Tramielovi spolupracovníci, neměl nikdy dost citu pro vývoj softwaru, neboť "si na něj nešlo sáhnout". Ten se ale v souboji počítačových firem stal rozhodujícím. V roce 1996 se Tramiel rozhodl Atari prodat výrobci diskových mechanik Jugi Tandon Storage, která pak pokračovala pod názvem JTS Corporation. Tramiel ještě chvíli chodil na jednání správní rady nové společnosti, ale ještě v roce 1996 odešel do důchodu a přestěhoval se do Monte Sereno v Kalifornii.
Tramiel byl též spoluzakladatelem United States Holocaust Memorial Museum, které bylo otevřeno v roce 1993. Byl jedním z vězňů tábora Ahlem, kteří vypátrali identitu veterána americké armády, jenž je zachraňoval roku 1945. Zjistili, že jeho jméno znělo Vernon Tott. Tramiel pak nechal na stěnu Muzea holocaustu umístit nápis "Vernonu W. Tottovi, mému osvoboditeli a hrdinovi".
Po Tramielově smrti uvedl spisovatel a historik počítačových dějin Brian Bagnall: "Tramiel měl zásadní podíl na tom, že se počítače dostaly do rukou milionů lidí s nižšími příjmy".